# 둔황시
둔황(중국어 간체자: 敦煌, 정체자: 燉煌, 병음: Dūnhuáng, 중국조선어: 돈황)은 중화인민공화국 간쑤성 주취안시에 있는 오아시스 도시이다.  한나라와 당나라 때 번성하였으며, 2008년 당시의 인구는 약 18만 명 정도였다.

## 역사
둔황은 기원전 117년 한 무제가 건설했으며,한나라와 당나라 시절에 중국과 서역을 연결하는 실크로드의 중요한 거점 지역이었다. 이곳은 실크로드의 남쪽 길과 북쪽 길이 만나는 곳이므로 교역에서 매우 중요했으며, 군사적으로도 중요한 지점이다.
몇세기 동안 서역으로 불교 경전을 구하는 불교 승려들이나 많은 순례자가 이곳을 지나갔고, 그 과정에서 막고굴이라는 수천의 불상으로 이루어진 동굴 불교 유적을 이룩했다. 이곳은 실크로드 지나간 매우 다양한 사람이 만든 역사적 사료를 가지고 있다. 막고굴에서 발견한 방대한 양의 고문서나 유물을 해석하고 디지털 작업하기 위한 국제 둔황 프로젝트도 있다.
오늘날 둔황 시는 매우 발전한 도시이며, 도시 중심에 수많은 호텔과 상점이 있다. 기념품 가게에서 막고굴이나 주위 역사를 주제로한 다양한 기념품을 구입할 수 있다. 도시 중심에서 열리는 밤시장은 관광객에게 매우 인기있다. 이곳에서 옥, 보석, 도장, 작은 경전 등 실크로드와 관련한 다양한 기념품을 거래한다.
막고굴 이외 둔황에서 주요 볼거리는 수만년 동안 고운 모래가 쌓여서 아름다운 사막의 광경을 만든 명사산(鳴砂山)과 한나라 시대 서부 지역 방어를 위해 만든 요새의 폐허인 양관과 옥문관 등 있다.

## 지리
둔황은 간쑤 성의 북부에 있고 높은 산으로 둘러싸여 있으며 건조한 대륙성 기후이다. 연평균 기온은 9.3 °C이고 7월 평균기온은 24.7 °C, 1월 평균기온은 −9.3 °C이다. 둔황의 여름은 뜨겁고 겨울은 몹시 춥다. 최소한의 비만 오며 그마저도 금방 증발되어버린다.
| Dunhuang (1971−2000)의 기후               | Dunhuang (1971−2000)의 기후 | Dunhuang (1971−2000)의 기후 | Dunhuang (1971−2000)의 기후 | Dunhuang (1971−2000)의 기후 | Dunhuang (1971−2000)의 기후 | Dunhuang (1971−2000)의 기후 | Dunhuang (1971−2000)의 기후 | Dunhuang (1971−2000)의 기후 | Dunhuang (1971−2000)의 기후 | Dunhuang (1971−2000)의 기후 | Dunhuang (1971−2000)의 기후 | Dunhuang (1971−2000)의 기후 | Dunhuang (1971−2000)의 기후 |
| 월                                        | 1월                         | 2월                         | 3월                         | 4월                         | 5월                         | 6월                         | 7월                         | 8월                         | 9월                         | 10월                        | 11월                        | 12월                        | 연간                        |
| ----------------------------------------- | --------------------------- | --------------------------- | --------------------------- | --------------------------- | --------------------------- | --------------------------- | --------------------------- | --------------------------- | --------------------------- | --------------------------- | --------------------------- | --------------------------- | --------------------------- |
| 일평균 최고 기온 °C (°F)                  | −0.8 (30.6)                 | 4.9 (40.8)                  | 12.7 (54.9)                 | 21.2 (70.2)                 | 27.0 (80.6)                 | 30.9 (87.6)                 | 32.7 (90.9)                 | 31.7 (89.1)                 | 26.8 (80.2)                 | 18.8 (65.8)                 | 8.4 (47.1)                  | 0.6 (33.1)                  | 17.9 (64.2)                 |
| 일평균 최저 기온 °C (°F)                  | −14.6 (5.7)                 | −10.5 (13.1)                | −3.2 (26.2)                 | 4.1 (39.4)                  | 9.6 (49.3)                  | 13.9 (57.0)                 | 16.4 (61.5)                 | 14.6 (58.3)                 | 8.5 (47.3)                  | 0.6 (33.1)                  | −5.5 (22.1)                 | −12 (10)                    | 1.8 (35.3)                  |
| 평균 강수량 mm (인치)                     | 0.8 (0.03)                  | 0.8 (0.03)                  | 2.1 (0.08)                  | 2.4 (0.09)                  | 2.4 (0.09)                  | 8.0 (0.31)                  | 15.2 (0.60)                 | 6.3 (0.25)                  | 1.5 (0.06)                  | 0.8 (0.03)                  | 1.3 (0.05)                  | 0.8 (0.03)                  | 42.4 (1.65)                 |
| 평균 강수일수 (≥ 0.1 mm)                  | 1.5                         | 0.9                         | 1.2                         | 1.3                         | 1.3                         | 3.7                         | 4.8                         | 2.6                         | 0.9                         | 0.5                         | 1.1                         | 1.3                         | 21.1                        |
| 평균 상대 습도 (%)                        | 52                          | 40                          | 35                          | 31                          | 33                          | 42                          | 45                          | 45                          | 45                          | 45                          | 51                          | 55                          | 43                          |
| 평균 월간 일조시간                        | 219.0                       | 218.6                       | 254.9                       | 282.4                       | 320.2                       | 313.6                       | 318.9                       | 316.1                       | 296.1                       | 280.8                       | 230.4                       | 206.8                       | 3,257.8                     |
| 가능 일조율                               | 74                          | 73                          | 69                          | 71                          | 72                          | 70                          | 70                          | 75                          | 79                          | 82                          | 77                          | 72                          | 74                          |
| 출처: China Meteorological Administration |                             |                             |                             |                             |                             |                             |                             |                             |                             |                             |                             |                             |                             |

## 행정구역
6진 3향으로 구성된다
진=沙州镇 ,七里镇 ,肃州镇 ,莫高镇 ,转渠口镇 ,阳关镇,
향=杨家桥乡 ,郭家堡乡,黄渠乡

## 시내의 볼거리

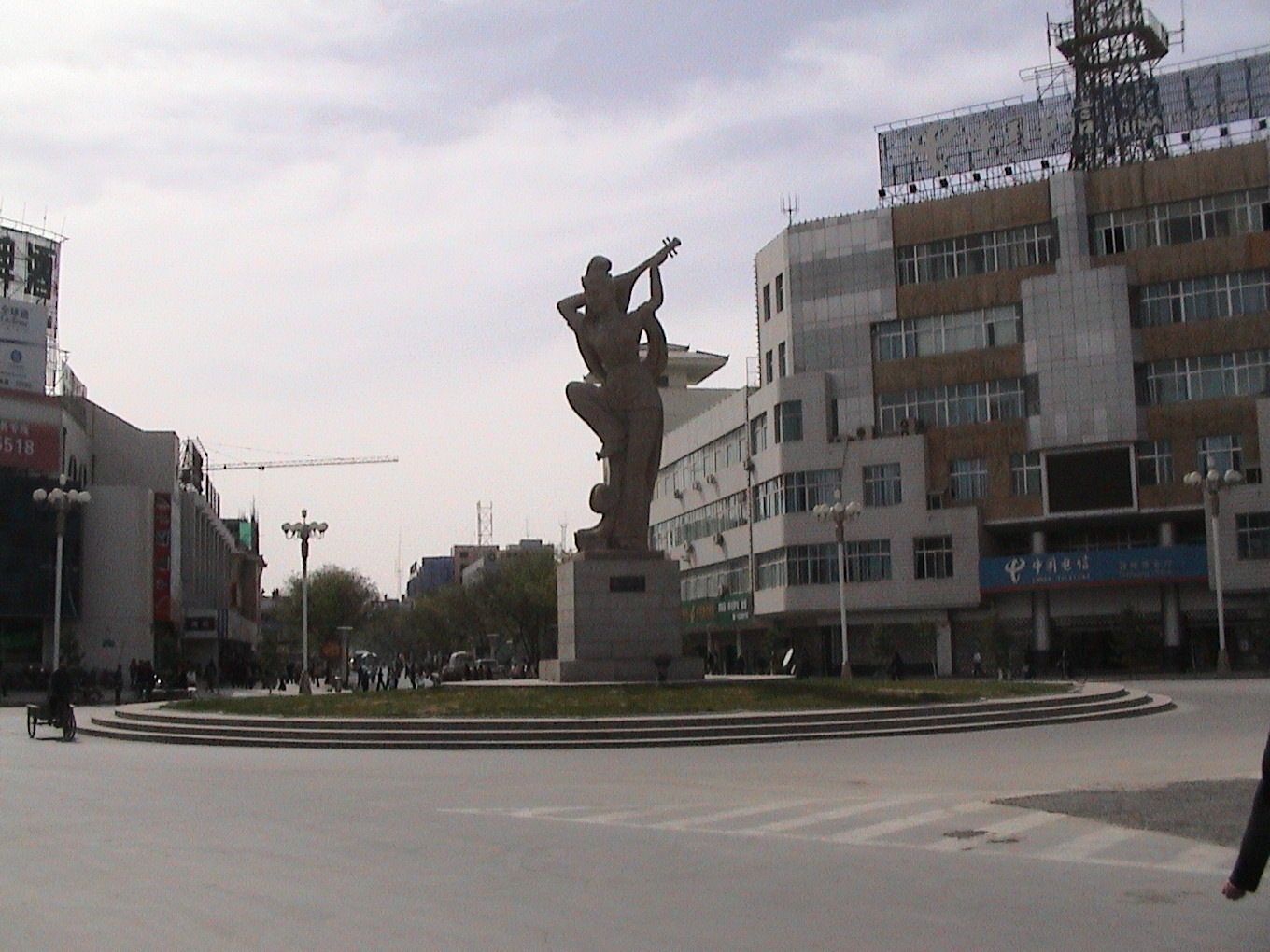
둔황 중심가의 비천상

시내 중심가는 비교적 잘 개발이 되어 있다. 많은 상가와 호텔들이 밀집되어 있다. 서점과 둔황의 역사와 관련기념품점들이 성행하고 있다.
야시장(사주시장)은 시내 중심가에 있는데 여행자들로 북적인다. 시내 중심가는 비천상이 로타리에 서 있어 쉽게 중심을 잡을 수 있다. 비천상을 중심으로 북쪽은 호텔이 밀접해 있으며, 오른쪽으로는 사주시장과 둔황박물관이 있다. 사주시장과 둔황박물관은 마주 보고 있으므로 찾기가 비교적 쉽다.
- 둔황박물관(敦煌博物館)
- 사주시장(沙州市場)

## 시외의 볼거리
- 돈황고성(敦煌古城)
- 양관(陽關遺址) & 옥문관(玉門關)
- 돈황민속박물관(敦煌民俗博物館)
- 명사산(鳴沙山)과 월아천(月牙泉)
- 막고굴(莫高窟)
- 백마탑(白馬塔)

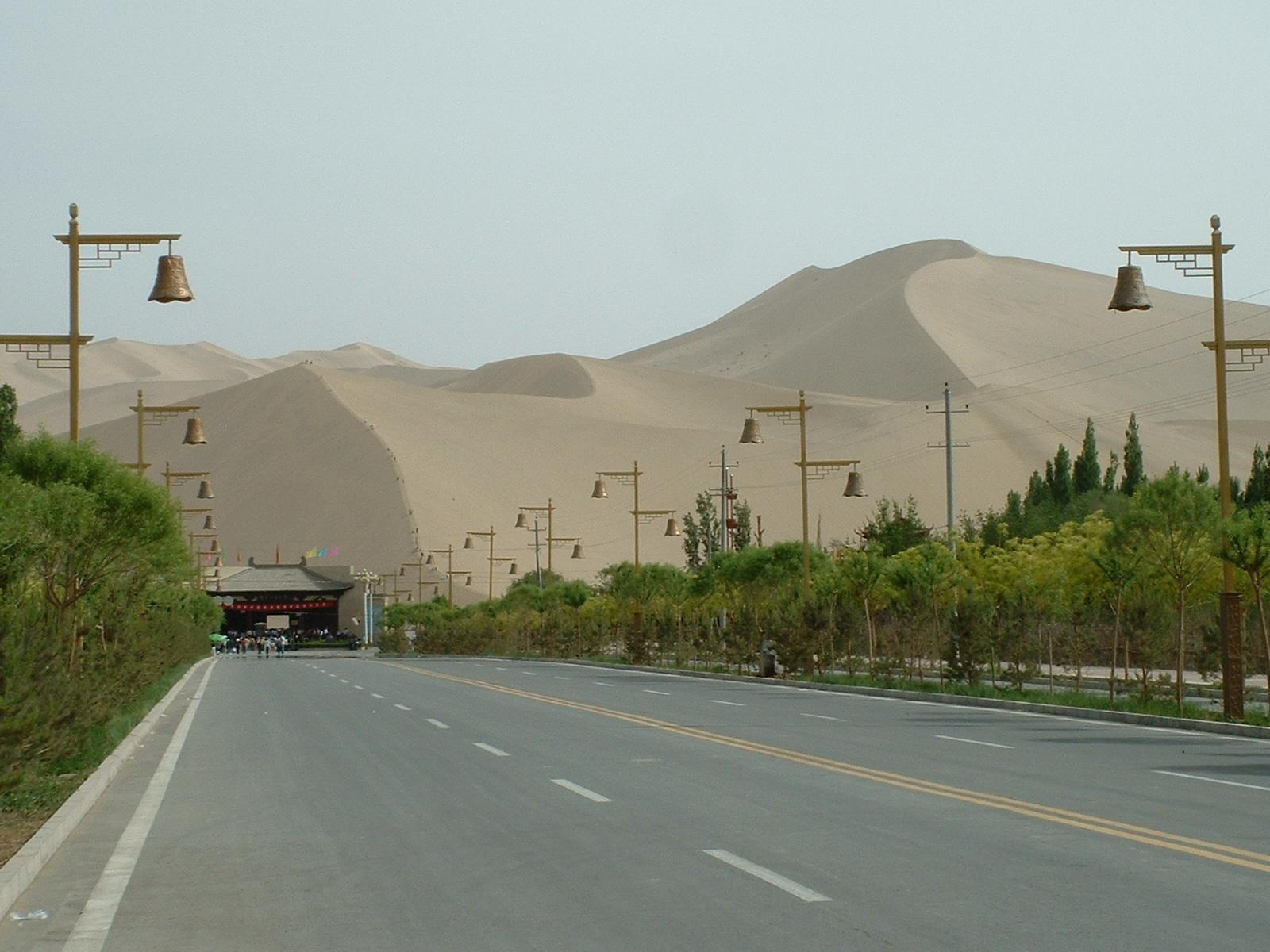
명사산 입구

- 둔황단아국가지질공원(敦煌雅丹国家地质公园)

## 교통
시내의 동쪽으로 우루무치와 란저우, 시안으로 가는 시외버스터미널이 있다. 시내로 가는 택시도 있다. 가장 가까운 기차역은 유원역이며, 북쪽으로 2 마일 거리에 있다. 최근 둔황 시내에서 10분 거리의 둔황역이 있다.
- 둔황 공항 - 베이징, 시안, 란저우, 자위관을 운항

## 같이 보기
- 산해관: 옥문관은 중국의 서쪽 끝, 산해관은 동쪽 끝
- 막고굴
- 왕오천축국전
- 아우렐 스타인
- 오타니 컬렉션
- 하서주랑